# Egernia kingii
Egernia kingii là một loài thằn lằn trong họ Scincidae. Loài này được Gray mô tả khoa học đầu tiên năm 1838.

## Hình ảnh

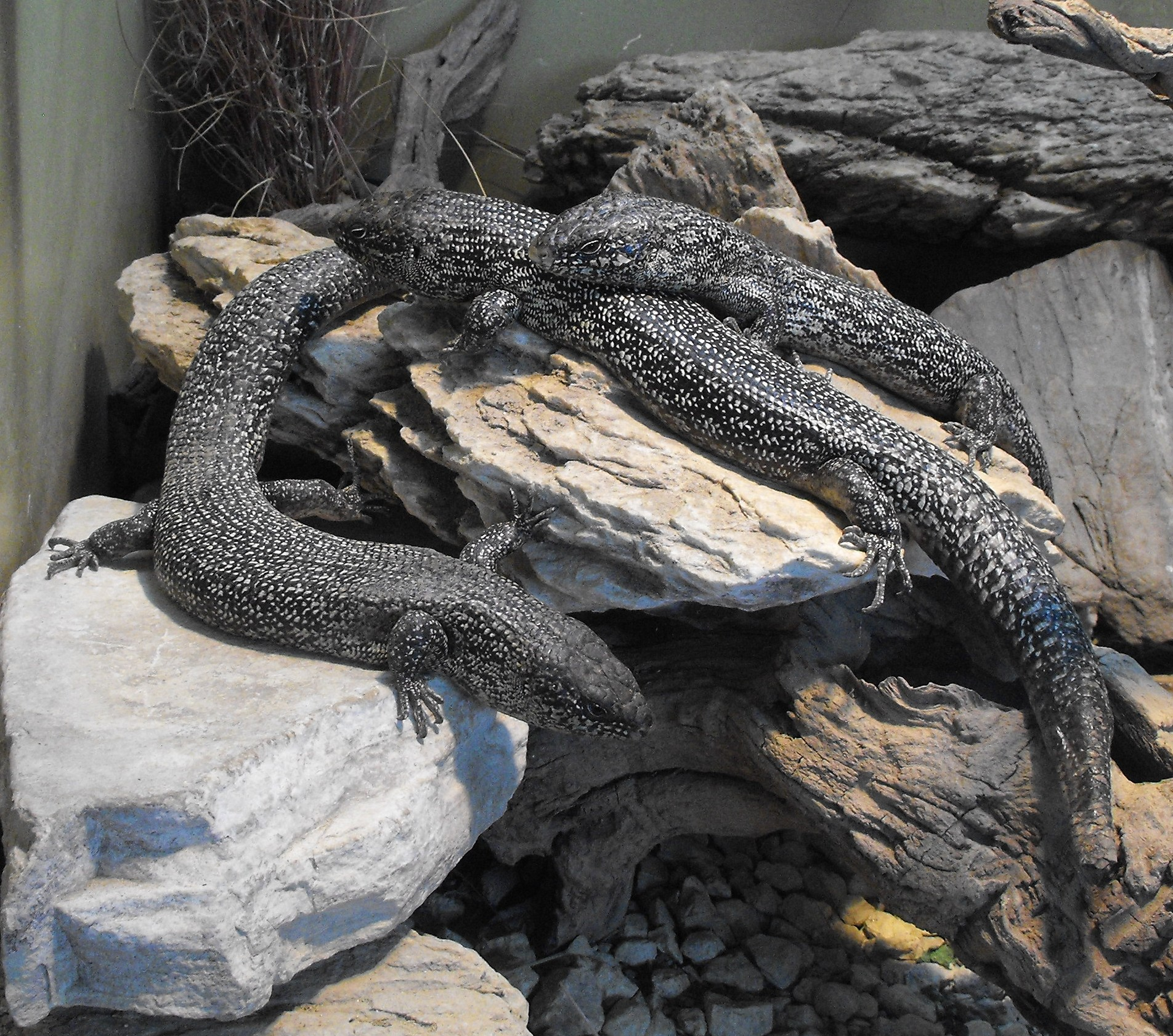
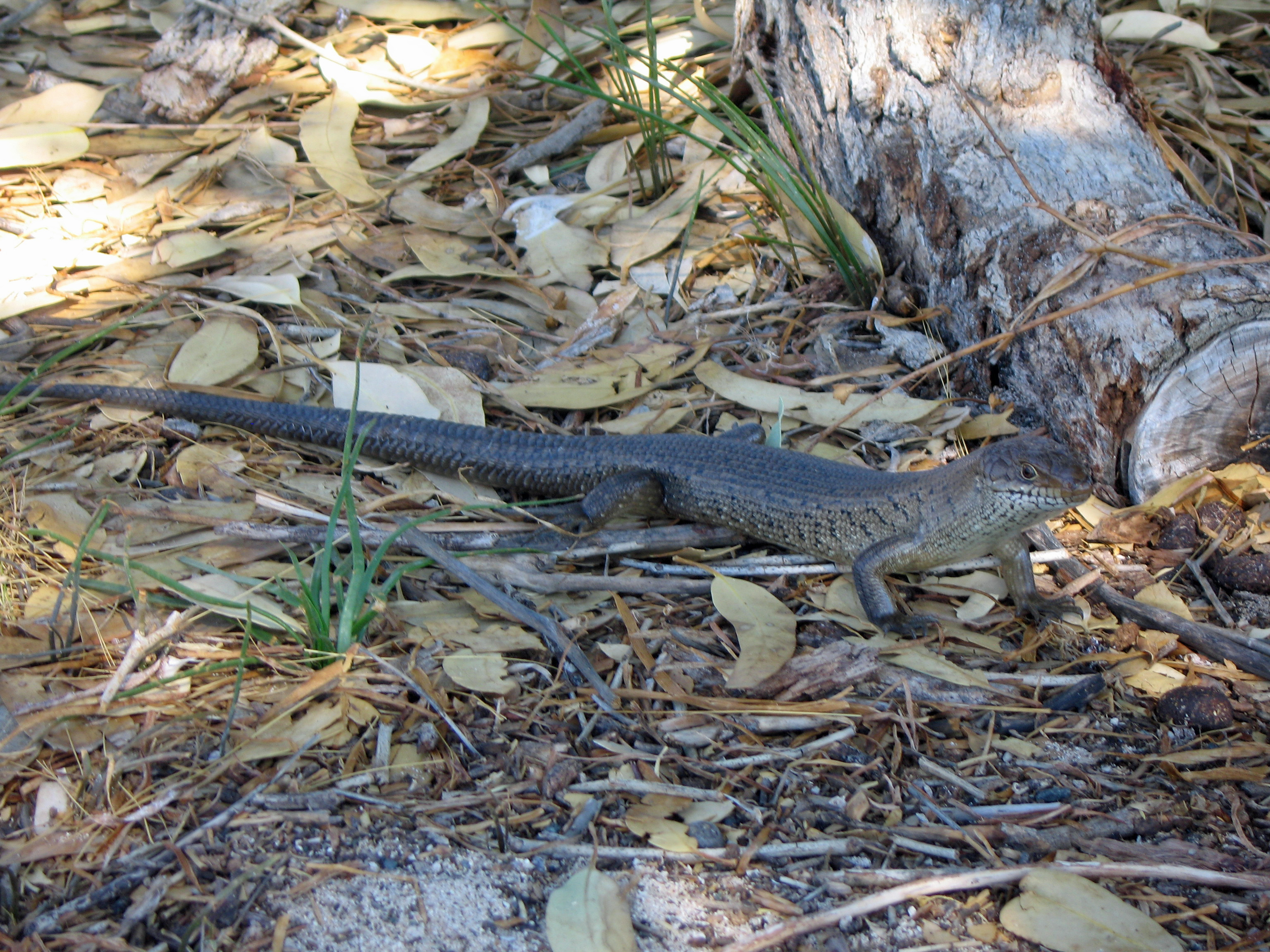
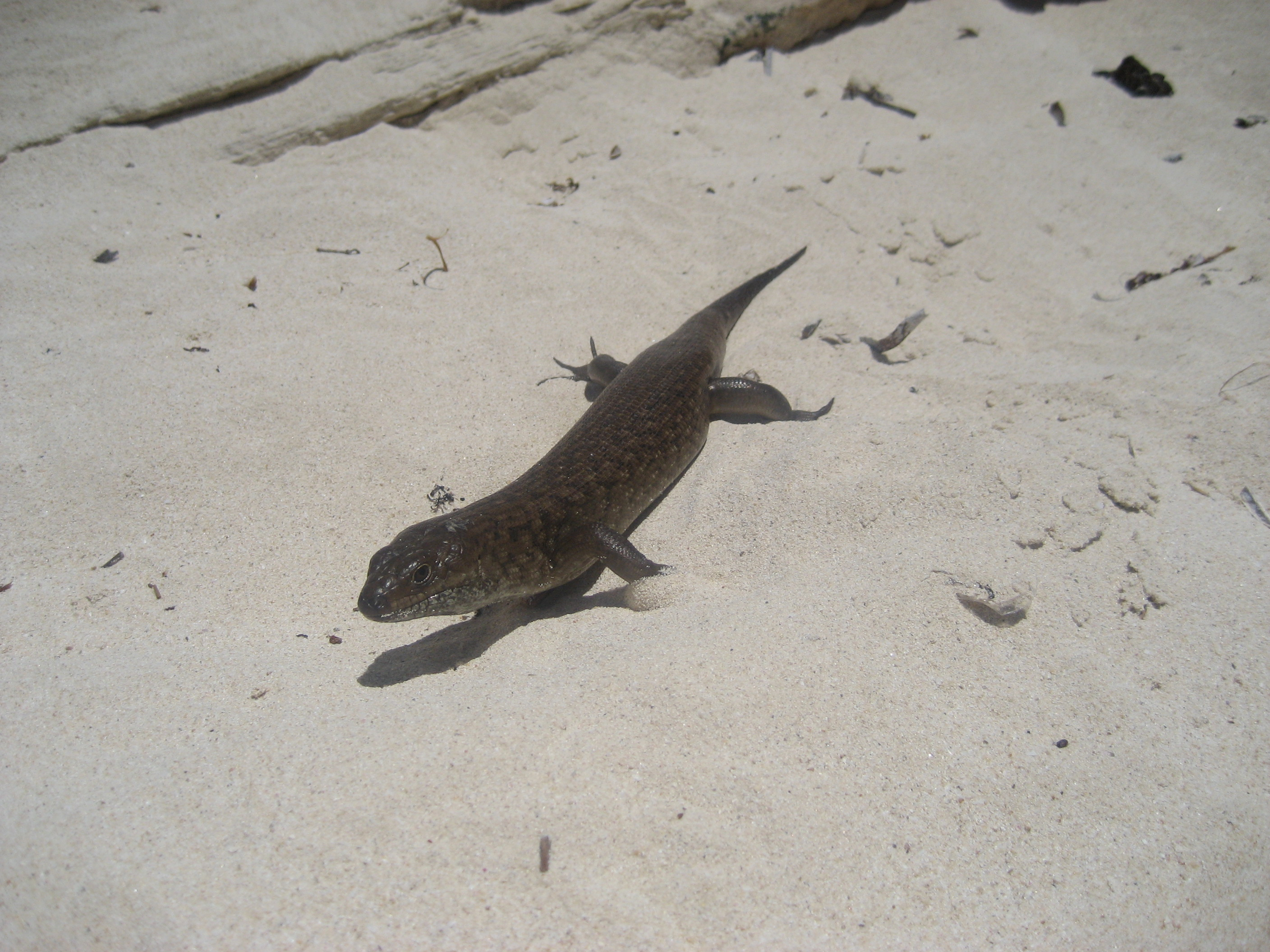